# Eugénie Grandet (film, 1910)
Pour les articles homonymes, voir Eugénie Grandet (homonymie).
Eugénie Grandet est un film français réalisé par Émile Chautard et Victorin-Hippolyte Jasset, sorti en 1910.
Il s'agit d'une adaptation du roman  d'Honoré de Balzac Eugénie Grandet, dont le début a été publié le 19 septembre 1833 dans L'Europe littéraire, sous le titre Eugénie Grandet, histoire de province, et édité ensuite en volume en 1834 chez Madame Béchet. Eugénie Grandet prend place, dans La Comédie humaine, dans le premier volume des Scènes de la vie de province.

## Fiche technique
- Titre : Eugénie Grandet
- Réalisateur : Émile Chautard, Victorin-Hippolyte Jasset
- Scénario : d'après Honoré de Balzac
- Photographie : Raymond Agnel
- Société de production : Société Française des Films Éclair
- Pays d'origine :  France
- Format : Noir et blanc — 35 mm — 1,33:1 — muet
- Métrage : 295 m
- Genre : Film dramatique
- Durée : 10 minutes
- Date de sortie : 
  - France : 26 mai 1910

## Distribution
- Suzanne Revonne
- Jacques Guilhène
- Charles Krauss
- Germaine Dermoz
- Karlmos
- Bernard Dorival